# Haags Instrumentaal Jeugdensemble
Het Haags Instrumentaal Jeugdensemble (H.I.J.) is een jeugdorkest uit Den Haag, dat repeteert in Voorburg.
Op 21 september 1958 werd het Haags Instrumentaal Jeugdensemble opgericht. Twee cellisten, twee violisten, twee fluitisten en twee klarinettisten - de oprichters - speelden toen al enige tijd samen. Op 26 oktober 1964 werd de vereniging officieel geregistreerd bij (de voorloper van) de Kamer van Koophandel. In de loop der tijd groeide het gezelschap, met als hoogtepunt een vereniging van ongeveer 45 leden.
Het H.I.J. werd vanaf de oprichting tot 2000 gedirigeerd door (mede)oprichter Hans van den Bijlaard. In 2001 werd het dirigeerstokje overgenomen door de dirigent Marco C. de Bruin, die zijn taken neerlegde begin 2018.
Het H.I.J. onderscheidt zich van de andere jeugdorkesten met een speciale bestuursvorm: een jeugdbestuur, dat zelf weer wordt bestuurd door een Raad van Advies. Zo wordt o.a. een buitenlandse reis georganiseerd, treedt het H.I.J. verscheidene keren op in verschillende plaatsen en regelt het bestuur ook zaken zoals studiekampen. 
Verder is niet alleen het bestuur bezig met organiseren, maar is het orkest zelf ingedeeld in verschillende commissies. Zo bestaat er bijvoorbeeld een Public Relationship/Ledenwervings-commissie; een commissie die zich bezighoudt met het werven van nieuwe leden en het verzorgen van publiciteit van het H.I.J. 
Om het jaar gaat het Haags Instrumentaal Jeugdensemble op buitenlandse reis. Het andere jaar organiseert het bestuur een studieweekend ergens in Nederland (of net er buiten). 